# Geschiedenis van de keramiek
De geschiedenis van  de keramiek gaat terug tot in de laatste ijstijd. 

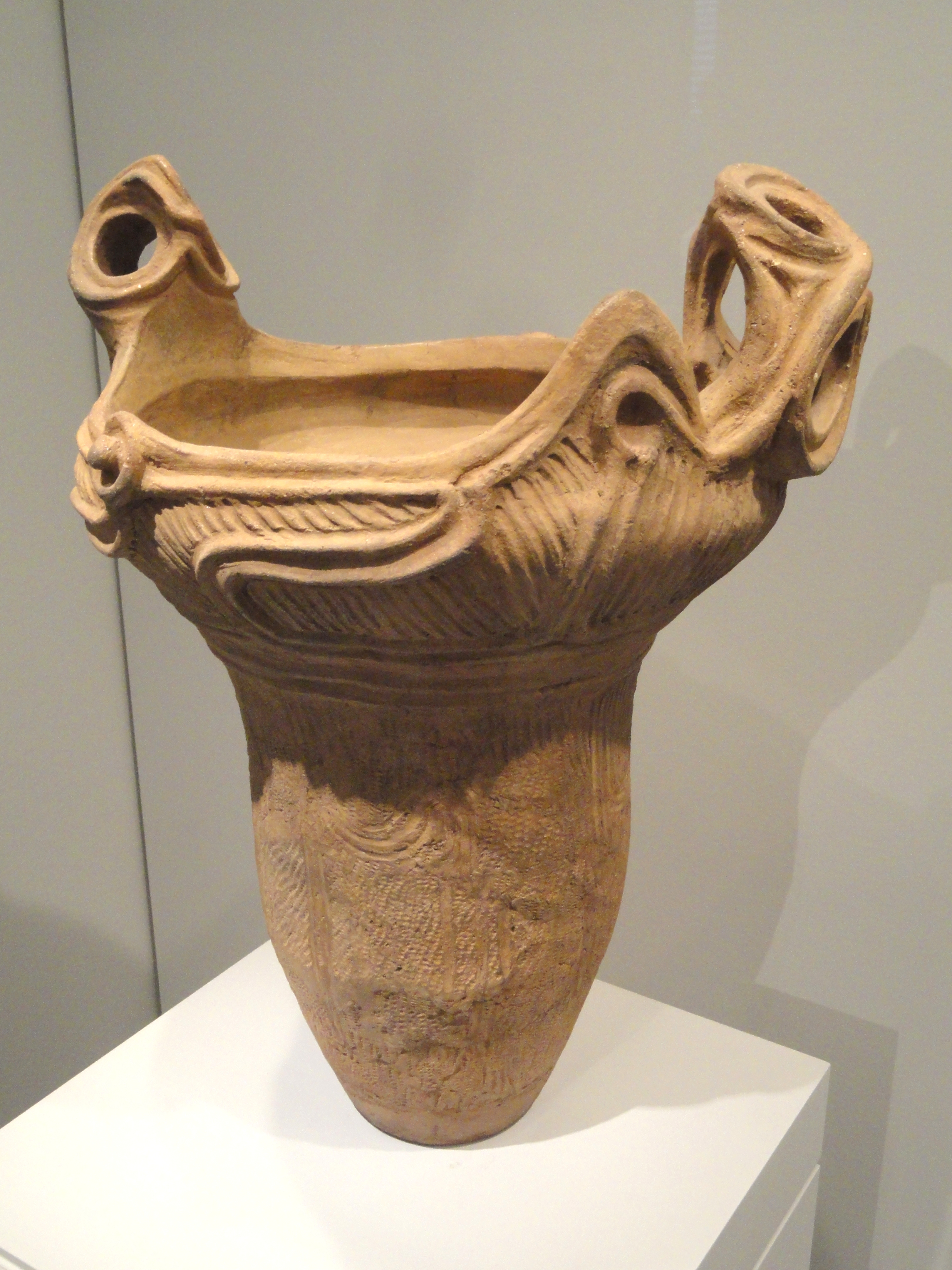
Jomon-aardewerk, ca. 2000 v.Chr.

## Prehistorie

### Paleolithicum
De oudste keramische figuren, de Venus van Dolní Věstonice en verschillende dierfiguren uit het laatpaleolithische Gravettien (25.000 tot 29.000 jaar BP) werden gevonden bij een kampvuur van mammoetjagers, in een 80 centimeter dikke aslaag, naast een aantal ruw gevormde brokken klei. De natte klei was gemengd met gebrand en gemalen ivoor en bot. Deze magering diende misschien om het materiaal verwerkbaarder te maken, maar kan ook culturele redenen gehad hebben. Andere dierfiguren zijn uit Pavlov en Krems-Wachtberg bekend.

### Epipaleolithicum

#### Noord-Azië

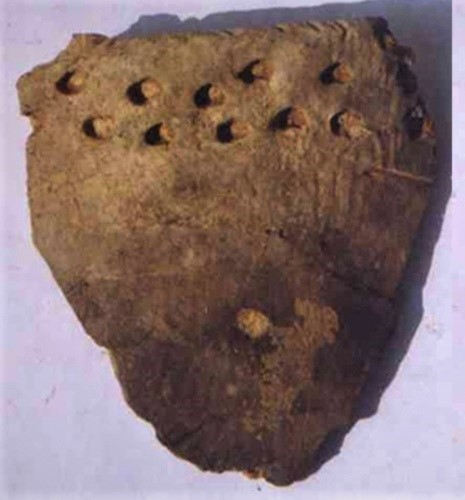
fragment uit de Xianren-grot gedateerd op ±20.000 BP

De ouderdom van vondsten uit de grot van Xianrendong in de provincie Jiangxi wordt geschat op 20.000 jaar. Deze datering valt in het laatste glaciale maximum. Een verslechtering van het klimaat kan geleid hebben tot nieuwe methoden om intensiever gebruik te maken van het verminderde aanbod aan voedsel. Het oudste keramische vaatwerk in het Russische Verre Oosten komt uit de oostelijke regio Amoer van Siberië. Aardewerk van de Gromatoechacultuur is gedateerd op 15.000 BP. Bij de Jomoncultuur van Japan (12.350 ± 700 BP) werd laaggestookt ceremonieel vaatwerk met rijke plastische versieringen gemaakt. Dit vroege aardewerk was wijdverspreid onder de jager-verzamelaars in Korea, China en Mantsjoerije, zonder verband met een landbouweconomie.
Vaatwerk met een puntige bodem werd gemaakt door jagers en verzamelaars in grote delen van Noord-Eurazië. In Europa is het te vinden van Noord-Rusland, Finland en Karelië (kamkeramiek) tot in Scandinavië (Pitted-warecultuur), en vanuit het oostelijke Oostzeegebied over Noord-Polen en Noord-Duitsland tot in Denemarken (Ertebøllecultuur) en Noord-Nederland (Swifterbantcultuur).

#### Afrika
Bij Ounjougou in Mali is aardewerk gevonden dat gedateerd is op rond 11.500 BP. Hier hield het waarschijnlijk verband met veranderingen in het milieu, een nieuwe samenstelling van de bejaagde fauna die daaruit voortkwam en het verzamelen van eetbare wilde grassen. In Soedan werd vanaf 10.000 BP aardewerk (Wavy Line Pottery) gemaakt door de semi-sedentaire jagers en verzamelaars van de Khartoemculturen.

### Neolithicum
Lange tijd werd aardewerk gezien als een kenmerkend element van een zogenaamde neolithische revolutie, en onderdeel van het "neolithische pakket". Inmiddels is echter duidelijk geworden dat het neolithicum in het Midden-Oosten begon met een pre-keramische fase, die werd gekenmerkt door sedentarisme en veeteelt.

#### West-Azië

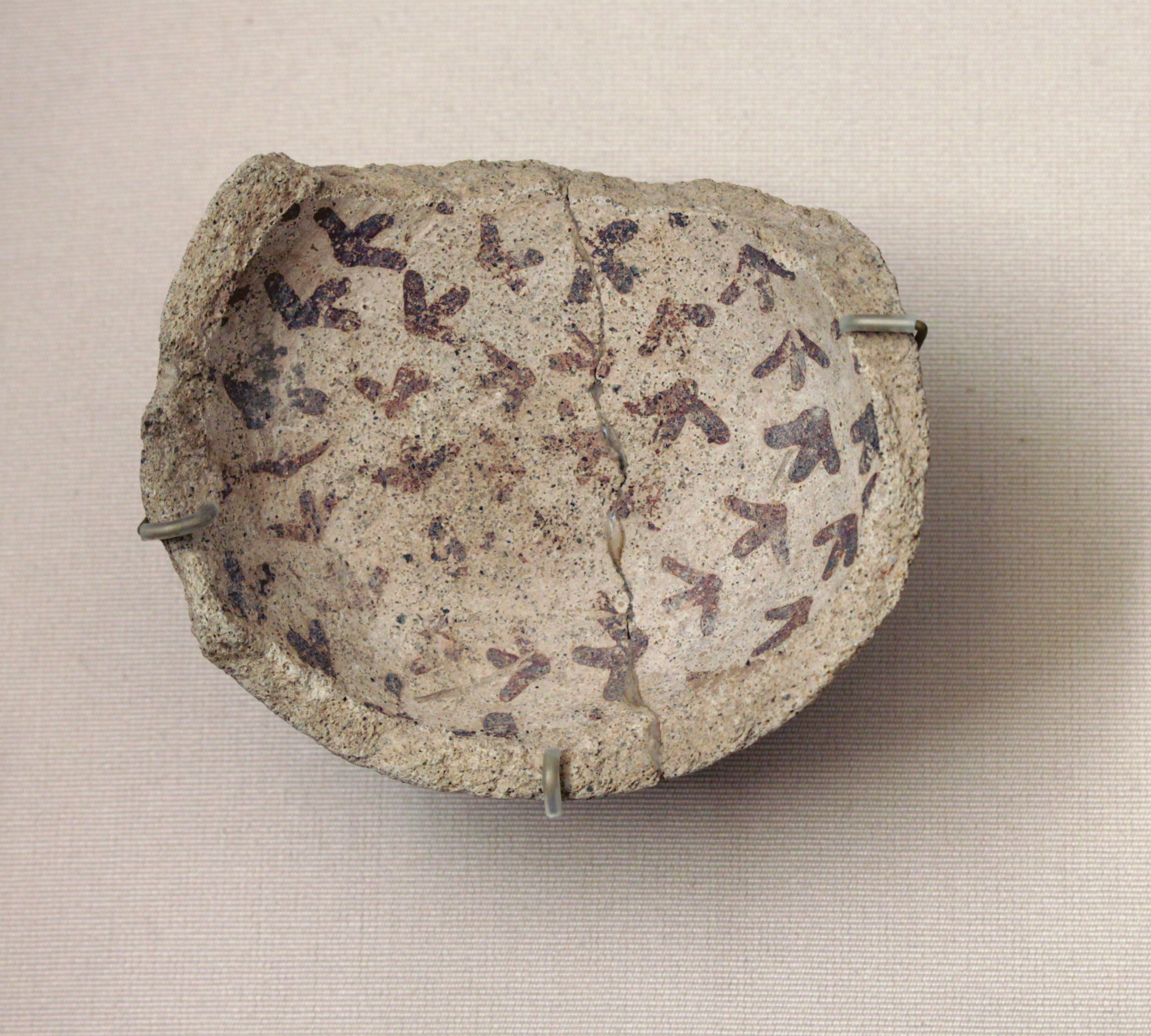
aardewerk met ingesneden en beschilderde decoratie uit Tell Hassuna, 8500 - 8000 BP

In El-Khiam in de woestijn van Judea op de Westelijke Jordaanoever werden vroege, nog ongebakken kleivaten gevonden (9.600-8.300 BP). Vanwege hun hoge droge buigsterkte hadden ze de millennia overleefd. De eerste laag-gebrande eenvoudige vormen werden gevonden van 9.000 tot 8.000 BP in Karim Shahir bij Jarmo in het Zagrosgebergte. Bij een hogere temperatuur gebakken en beschilderd aardewerk met een gekleurde strook fijne kleislib (engobe) werd tussen 8.000 en 7.600 BP vervaardigd in Tell Hassuna in het noorden van Mesopotamië.
Tussen 5.400 en 4.900 BP begon men het aardewerk op een draaibaar plateau te maken. Bij de Halafcultuur vindt men driekleurig beschilderd aardewerk, bijvoorbeeld in Tell Halaf en Tell Arpachiyah in het noorden van Syrië. Uiteindelijk kwam het tijdens de Urukperiode in het zuiden van Mesopotamië omstreeks 5.250 ± 250 BP tot de uitvinding van de pottenbakkersschijf. In deze periode werden in Mesopotamië al baktemperaturen bereikt rond 1000-1100 °C, en soms zelfs hoger.
Het hoge niveau van aardewerk in deze tijd wordt aangetoond door het Noord-Mesopotamische steengoed of metallic ware uit de vroeg-dynastieke en Akkadische periodes, zoals gevonden in Tell Brak en Tell Chuera. Dit was een met grofkorrelige kalk gemagerd en sterk gesinterd aardewerk, zo vlambestendig dat je het in een open vuur kon plaatsen.

#### Noord-Afrika
Bij de Merimdecultuur in de Nijldelta verscheen het eerste aardewerk rond 7.000 BP. Karakteristiek voor de Badaricultuur (6.400 tot 6000 BP) is een zwartgetopt aardewerk dat zich zou verspreiden tot in Nubië.

#### China

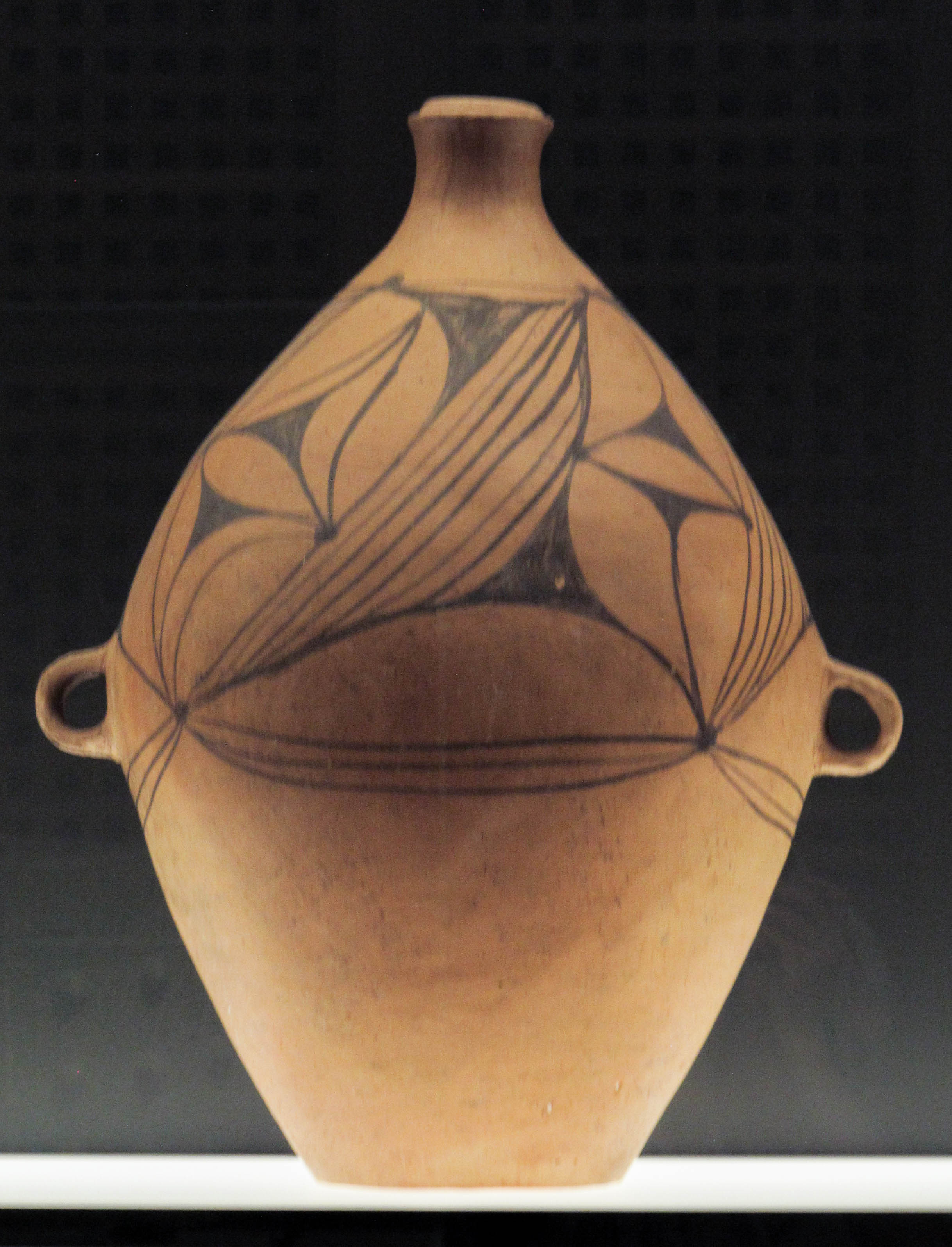
Late Yangshao-/vroege Majiayaocultuur

Bij de Yangshaocultuur aan de Gele Rivier in het 8e millennium v.Chr. was het vaatwerk meestal gemaakt van rode, zelden witte klei, vaak versierd met koordpatronen en ingesneden lijnen, alsook zwarte geometrische patronen en zelfs beschilderd met afbeeldingen van dieren en mensenhoofden. Het was handgevormd uit een blok klei of opgebouwd uit ringen. Er was ook een zwarte keramiek, wat betekent dat het reducerend (zuurstofarm) stoken bekend was. Er werden aardovens gebruikt met een voorgelegen verbrandingsput en een ovenrooster.

#### Europa
Aardewerk was in Europa bekend sinds het vroege neolithicum (7e millennium v.Chr.). De techniek wordt verondersteld te zijn geïntroduceerd door immigranten uit Anatolië. Veel neolithische culturen zijn vernoemd naar hun karakteristieke aardewerk (bijv. bandkeramische cultuur, cardiaal-impressocultuur, etc.). In de Balkan werd al sinds het vroege neolithicum (Karanovo I / II) beschilderd keramiek vervaardigd. Verder in het westen kwam beschilderd vaatwerk slechts sporadisch voor. Het vroeg-neolithische cardiaal aardewerk van het Middellandse Zeegebied was voornamelijk versierd met schelpimpressies. Ook het aardewerk van de La Hoguettecultuur is versierd met afdrukken.
In delen van Noord-Europa gebruikte men vaatwerk met puntige bodem in de Noord-Euraziatische traditie (zie hierboven).

## Precolumbiaans aardewerk

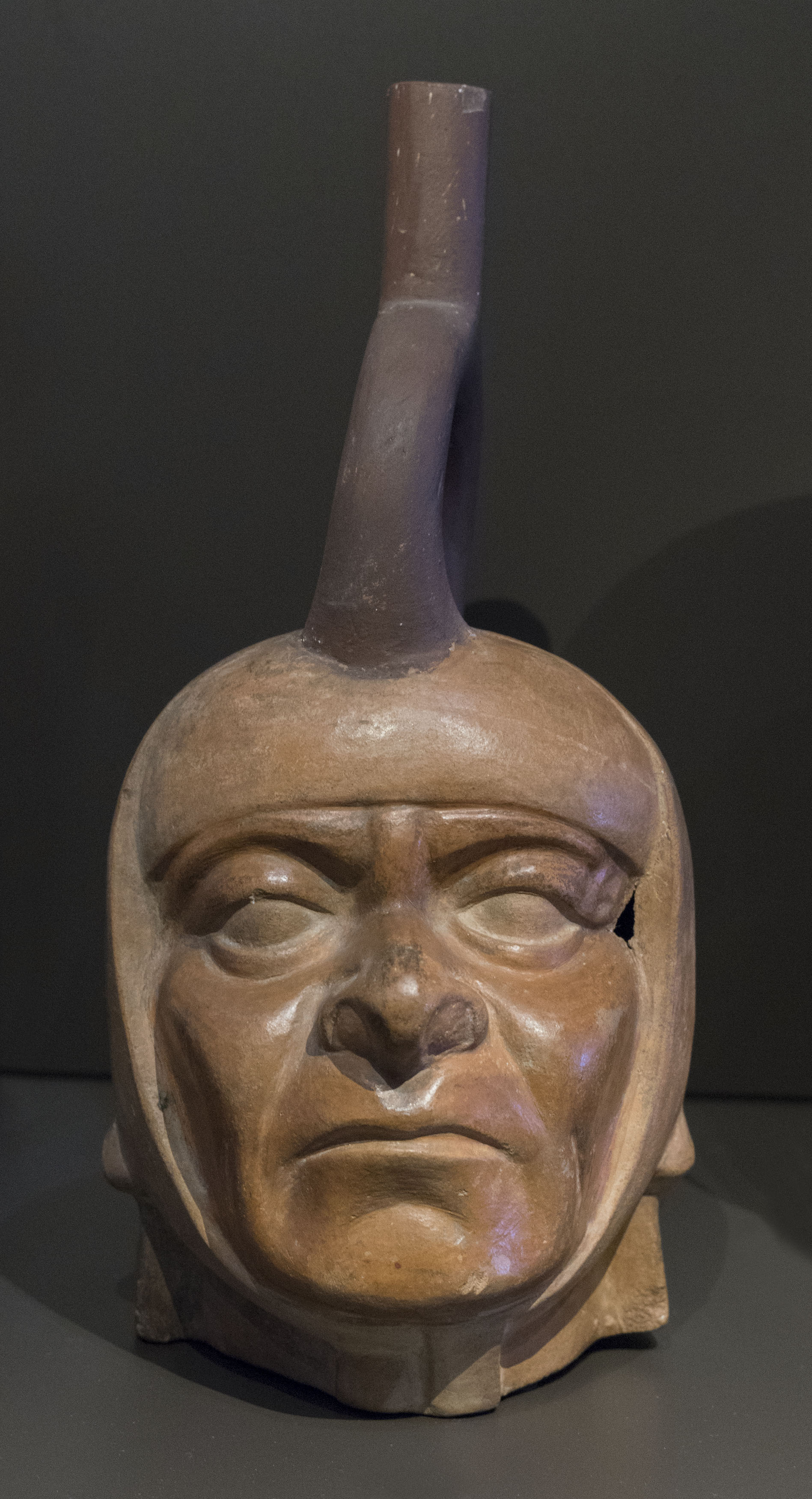
Moche-aardewerk

De vroegste keramiek die uit Amerika bekend is, is gevonden in het lagere Amazonebekken. Aardewerk uit de Caverna da Pedra Pintada, nabij Santarém, Brazilië, is tussen 7.500 en 5.000 BP gedateerd. Keramiek uit Taperinha, ook in de buurt van Santarém, is gedateerd op 8.000 tot 7.000 BP. Sommige van de scherven bij Taperinha waren met schelpen gemagerd, waardoor men de scherven zelf kon koolstofdateren. Deze eerste aardewerk-producerende culturen waren vissers en schaaldieren-verzamelaars.
Aardewerk verscheen vervolgens in het noorden van Zuid-Amerika, daarna langs de westkant van Zuid-Amerika en noordwaarts door Meso-Amerika. Keramiek van de Alakacultuur in Guyana is gedateerd op 6.000 tot 4.500 BP. Aardewerk van de San Jacintocultuur in Colombia is gedateerd op 6000 tot 5000 BP, en in Puerto Hormiga, ook in Colombia, op ongeveer 5.800 BP. Keramiek verscheen in de Valdiviacultuur in Ecuador rond 5.200 BP en in de Pandanchecultuur in Peru rond 4.460 BP.
De verspreiding van aardewerk in Meso-Amerika kwam later. Keramiek uit Monagrillo in Panama is gedateerd rond 4.140 BP, van Tronadora in Costa Rica tot rond 3.890 BP, en van Barra in Soconusco, Chiapas tot rond 3.900 BP. Aardewerk van de Purróncultuur in zuid-centraal Mexico is gedateerd rond 3.805 BP, en van de Chajilcultuur in noord-centraal Mexico tot ongeveer 3.600 BP.
Het verschijnen van aardewerk in het zuidoosten van de Verenigde Staten past niet deze chronologie, en lijkt daarom een zelfstandige ontwikkeling. Aardewerk van de middelste Savannah River in Georgia en South Carolina (bekend als Stallings, Stallings Island of St. Simons) is gedateerd op ongeveer 4.500 BP, en keramiek uit de Orange- en Norwoodcultuur in Noord-Florida tot ongeveer 4.300 BP, allemaal ouder dan enig ander gedateerd keramiek uit het noorden van Colombia. Aardewerk verscheen later elders in Noord-Amerika. Keramiek bereikte Zuid-Florida (Mount Elizabeth) tegen 4.000 BP, Nebo Hill in Missouri tegen 3700 BP, en Poverty Point in Louisiana tegen 3.400 BP.

## Klassieke Oudheid
Sinds de Minoïsche tijd was de pottenbakkersschijf op Kreta in gebruik. In de vroege Europese ijzertijd kwam zwartfigurig Grieks aardewerk en Etruskisch vaatwerk naar het noorden, en beïnvloedden het lokale aardewerk van de La Tène-periode. Vanaf het La Tène-tijdperk was ook de pottenbakkersschijf bekend in Midden-Europa, en de eerste ovens met meerdere kamers. Buiten het Grieks-Romeinse culturele gebied bereikte de Europese keramiek echter niet dezelfde technische perfectie.

### Terracotta
De productie van terracotta's (terra cotta, Italiaans voor verbrande aarde) gaat terug tot het paleolithicum. Vanaf het neolithicum zijn er talloze mens- en dierfiguren uit Zuidoost- en Midden-Europa bekend, meestal tussen de 10 en 20 cm hoog. Ook op het Minoïsche Kreta werden beeldjes van mensen en dieren gemaakt. De hoogtijdagen van de Griekse terracotta waren in de 4e eeuw v.Chr., met delicate en rijk beschilderde meisjesbeeldjes uit de werkplaatsen van Tanagra in Boeotië, gebaseerd op Attica.
Het Romeinse rijk zag ook een rijke terracottaproductie, deels van hoge kwaliteit, zoals de architectonische Campana-reliëfs (1e eeuw v.Chr. tot midden-2e eeuw n.Chr.).

### Oud-Grieks aardewerk

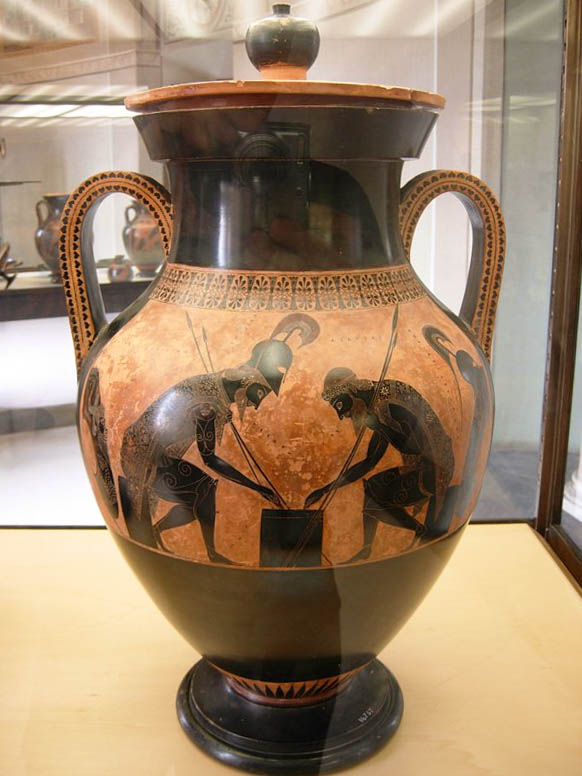
Achilles and Ajax playing dice, Attic black-figured amphora, signed by Exekias as both painter and potter, 540-530 BC, inv. 16757 - Museo Gregoriano Etrusco - Vatican Museums

Griekse pottenbakkers beschilderden hun vazen met zwarte figuren. Hiervoor gebruikten ze een ijzerhoudend slib van fijne klei. Zwart en rood werden verkregen door verschillende diktes van de slib aan te brengen en door oxiderend (zuurstofrijk) en reducerend (zuurstofarm) te bakken. De Atheners brachten het rond 700 v.Chr. in Korinthe uitgevonden schilderen met zwarte figuren op zijn hoogtepunt. Dit werd rond 530 gevolgd door het schilderen met rode figuren (rode uitgespaarde figuren in een zwarte achtergrond, met roodbrandende klei bij heroxidatie) en rond 480 door het schilderen op een witte ondergrond (gereduceerde koperrode beschildering op een witbrandende kaoliniethoudende klei waaraan potas was toegevoegd). Voor het eerst werd het aardewerk gesigneerd.
In de Griekse koloniën van Zuid-Italië en Etrurië werd op grote schaal fijn keramiek geproduceerd, dat technisch en iconografisch verwant is aan modellen uit Korinthe, Athene en Oost-Griekenland. De Gnathia-vazen gemaakt in Apulië (4e eeuw v.Chr.) vormen een laatste hoogtepunt.

### Terra sigillata
Terra sigillata werd sinds ongeveer 30 v.Chr. vervaardigd, met als belangrijkste productielocatie Arretium in Italië, later ook in veel Romeinse provincies. In West-Klein-Azië bleef het in productie tot in de 7e eeuw. Het vaatwerk werd op de pottenbakkersschijf ingedraaid in een vorm, waarbij de in de vorm aangebrachte verdiepingen als verhogingen ontstonden. De aan de bovenkant uitstekende klei werd vrij gedraaid tot een gladde rand. Door de droogkrimp kwam het aardewerk los van de vorm. Na drogen tot leerhardheid werd er een fijn slib overheen gegoten, verkregen uit illitische klei gesuspendeerd in regenwater. Na bezinking bleef het fijnste slib als toplaag over. De goederen werden oxiderend gebakken bij ongeveer 950 °C in Korinthische ovens, waarbij de oven altijd zo werd geplaatst dat de westenwind in de ovenhals blies. Deze kachel met ovenrooster, uitgevonden in Korinthe, was wijdverbreid in heel Europa en werd pas tijdens de volksverhuizingen vervangen door de horizontale kachels die door de Slaven werden gebruikt. Bij een reducerende brand kon er ook de zwarte terra nigra in worden geproduceerd. De rode terra sigillata werd in grote hoeveelheden geproduceerd. De fabriek in Rheinzabern (Tabernae) bijvoorbeeld bezat in de 2e eeuw vijf ovens, 100 tot 150 werknemers en had een jaarlijkse productie van 35.000 tot 70.000 stuks.

## Glazuren

### Egyptische faience

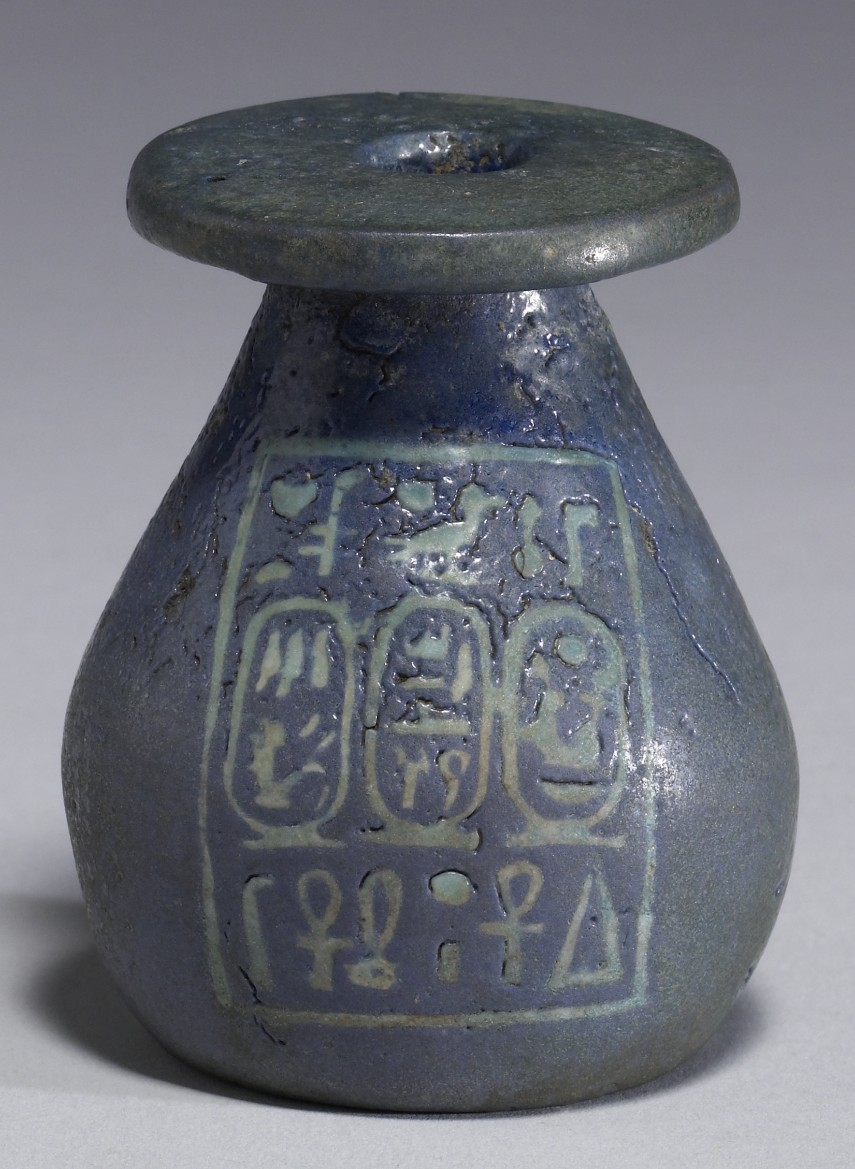
Egyptische faience-vaas

Van 1922 tot 1925 vond de archeoloog Guy Brunton in El Badari aan de oostelijke rand van de Nijlvallei  een groot aantal kralen, waaronder van geglazuurde speksteen. Deze waren rond 4000 voor Christus door nomadische veehoeders vervaardigd door het branden van de spekstenen kralen in een kuil, waarbij ze in contact kwamen met zout uit het verdampende grondwater. Terwijl het chloor verdampte werkte het natrium als smeltmiddel op het kwarts van de kralen, waardoor er zich bij 867 °C een glazuur vormde.  Dit proces wordt nog steeds gebruikt om zogenaamde "ezelsparels" te produceren in Qom, ten zuiden van Teheran. Het natriumzout is in water oplosbaar en wordt, als het aan een zandmassa wordt toegevoegd, bij het drogen met het verdampende water naar de oppervlakte getransporteerd. Met dit uitbloeiingsproces ontstond in het 3e millennium aan de Boven-Nijl wat tegenwoordig Egyptische faience genoemd wordt. Deze heerste tijdens het Egyptische Nieuwe Rijk (1552-1070 v.Chr.). Blauw, geel, groen, rood, oranje gekleurd, vond het zelfs zijn plaats naast goud op de insignes van de farao's.

### Frit
Rond 1700 v.Chr. werd de massa niet meer gemengd met natriumzouten, maar werd een frit gemaakt door een mengsel van soda en zand te smelten en na afkoeling fijn te malen. Als natriumsilicaat was het dan niet meer in water oplosbaar. Nu kon er niets meer uitbloeien, maar het glazuur moest aan de buitenkant worden aangebracht.
In het 1e millennium v.Chr. vond een nieuwe ontwikkeling in het natriumsilicaatglazuur plaats. Uit spijkerschriftteksten van Ninive blijkt dat het glazuur in twee fasen werd gesmolten uit een mengsel van zand en as akomstig van de verbranding van zoutplanten. Dit werd met plantaardige gom op een kwartsrijke scherf aangebracht, en daarop gesmolten. Een dergelijk glazuur van zand met soda of plantaardige as was afhankelijk van een kwartshoudende scherf, en moest in twee fasen worden gebakken, omdat anders de absorberende scherven de in het water opgeloste natriumverbinding zouden hebben weggezogen. Het glazuur hield niet vast op een zuivere kleischerf, omdat het een grotere thermische uitzetting had dan de aardewerkscherf. Met een verlaagd alkali- en aardalkalinegehalte kon het wel op een aardewerkbasis worden gebrand bij ongeveer 900 tot 1000 °C, maar de klei moest rijk zijn aan kalk, dat van nature aanwezig was in het Midden-Oosten, maar niet in Europa. Zo'n glazuur bleef millennia onveranderd in Irak en Iran, waar het een hoog technisch en artistiek niveau bereikte.

### China

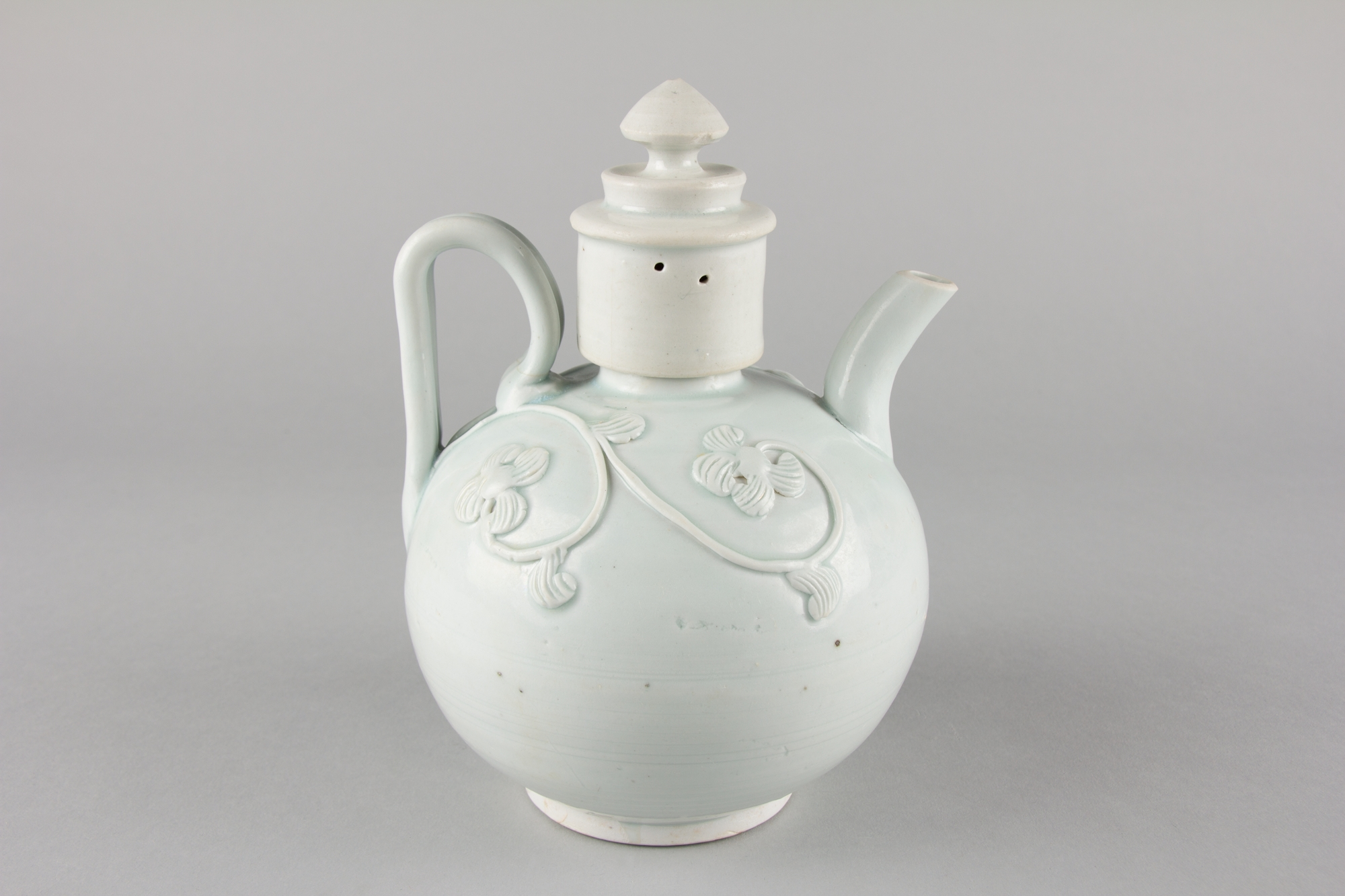
Song-dynastie porselein

In China is het glazuur ontstaan uit de waarneming dat de vliegas van een houtvuur op het aardewerk neersloeg en met de kleibasis een glazuur vormde. Omdat houtas erg kalkrijk is, waren dit calciumaluminiumsilicaten die kunnen smelten bij 1170 °C. Deze glazuren werden uitgevonden in de tijd van de Westelijke Zhou (1.122 tot 770 v.Chr.).
Tijdens de Han-dynastie, rond dezelfde tijd als in het Westen, verschenen de loodglazuren. Deze werden gekleurd met koper voor groen, oker voor honinggeel, kobalt voor blauw en mangaan voor paars. Deze periode eindigde tijdens de vervolging van de boeddhisten (9e-14e eeuw). Terwijl de loodglazuren voorheen op de voorgebakken scherven werden aangebracht, brandden de Chinezen vanaf dat moment alles in eenmaal.
Steengoed verscheen in de Han-periode en zette zich in de Tang-periode voort met een veldspaatglazuur bij 1.260 °C, dat de verdere ontwikkeling domineerde. Het met ijzeroxide gekleurde en gereduceerd steengoed kreeg in Frankrijk de naam ‘celadon’ omdat het overeenkwam met de kleur van de kleding van de herder Celadon in een toneelstuk van Honoré d'Urfé.
Het porselein ontstond in de late 8e en vroege 9e eeuw, voorafgegaan door wit steengoed. Sommige stukken kwamen kort daarna naar Bagdad als diplomatieke geschenken.

### Tinglazuur
In de 9e eeuw ontving Harun ar-Rashid in Bagdad van de gouverneur van Khorasan "twintig stuks keizerlijk porselein" uit China. Hij wilde dit na laten maken, maar e Iraakse pottenbakkers begrepen dat de natuur hen niet dezelfde kansen bood als de Chinezen. Met hun ervaring met aardalkaliglazuren uit de Parthische periode (250 v.Chr. - 226 n.Chr.) creëerden ze een wit glazuur door de toevoeging van tinoxide, waarvan de witheid gebaseerd is op de hoge brekingsindex. Op deze witte basis schilderden ze met kobaltblauw  "als met inkt op sneeuw". De blauwe schildering werd door de Chinezen overgenomen als "Hui-ch'ing = Mohammedaans blauw". Dit met kobalt beschilderd porselein werd het bekendste exportproduct van de Ming-periode (1368–1644).
In de Ottomaanse tijd werd aardewerk à la porcellana uitgevonden. Het eerdere tinglazuur-aardewerk bestond uit een naturelkleurige scherf bedekt met een ondoorzichtig tinglazuur, dat in ongebrande staat werd beschilderd ("inglazuur"). Het Osmaans aardewerk daarentegen bezat een witbrandende scherf waarop geschilderd werd. Hierover werd een transparante lood-alkaliglazuur aangebracht, waarbij het lood de breking van het licht vergroot en de kleuren laat schijnen. Het alkaligehalte verwijderde de gele tint van het zuivere loodglazuur. 

### Glazuur in Europa
Lood kwam in grote hoeveelheden ter beschikking als afvalproduct bij de zilverwinning. Loodhoudende glazuur was ook geschikt voor het glazuren van Europese kleien. In de Romeinse tijd hadden de fabrikanten van terra sigillata blijkbaar geen motivatie om zich met glazuur bezig te houden. Geglazuurd aardewerk bleef relatief onbeduidend. Na de val van het West-Romeinse Rijk werd de technologie grotendeels vergeten. Een uitzondering was het Moors aardewerk in Spanje, sinds de komst van de Moren naar Granada in 711, en in de 13e eeuw, toen het aardewerk bloeide onder de Nasriden met Perzische pottenbakkers die de Mongolen waren ontvlucht. De Mudejar in het Andalusië van de 11e tot de 16e eeuw maakten lusteraardewerk en blauw gedecoreerd aardewerk,  dat van Málaga naar Italië, Sicilië en het Midden-Oosten uitgevoerd werd.

## Middeleeuwen tot moderne tijd
Na de val van het West-Romeinse Rijk duurde het lang voordat er weer in een vergelijkbare kwaliteit geproduceerd werd. In de voormalige Romeinse gebieden zette zich het gebruik van de pottenbakkersschijf voort. Op veel plaatsen overheerste echter handgevormde of nagedraaid aardewerk. Pas in de late middeleeuwen, toen de productie van aardewerk steeds meer een stedelijk ambacht werd, kreeg het gedraaide werk weer de overhand. De kruisvaarders waren verbaasd over het hoge niveau van keramiek in het Oosten.
In de vroege renaissance kwam het atelier van de familie Della Robbia in Florence tot bloei, en werd zelfs geprezen door Leonardo da Vinci. Luca della Robbia gebruikte onder meer tinglazuur, en lange tijd werd gedacht dat hij de uitvinder ervan was. Toch werd hij niet als keramist beschouwd, maar als beeldhouwer. Keramiek werd niet als kunst beschouwd, en zelfs schilderkunst werd pas in de loop van de renaissance als kunst erkend. Aardewerk speelde geen rol bij een cultuur bepaald door religie en geest.

### Majolica en faience
Tinglazuur was al in de 14e eeuw vanuit Spanje naar Italië gekomen. Daar werd het bekend onder de naam maiolica, naar het Spaanse eiland Majorca. Toen de Welfen onder Astorgio Manfredi in 1313 een stadsregering (signoria) vestigden in Faenza, groeide de stad uit tot een metropool van keramiek. In de latere 14e eeuw werd het beperkte kleurenpalet van het traditionele mangaanpaars en kopergroen uitgebreid met kobaltblauw, antimoongeel en ijzeroxide-oranje.
Na de val van de Manfredis in 1501, en om te ontsnappen aan de inquisitie, verspreidde de productie van tingeglazuurde aardewerk zich over Europa. Een belangrijk centrum werd Antwerpen, maar vanwege de Tachtigjarige Oorlog verhuisden veel pottenbakkers naar met name de Noordelijke Nederlanden en Frankrijk. In Frankrijk noemde men dit faïence, naar de stad Faenza. In Nederland werd dit aanvankelijk majolica genoemd, maar na de opkomst van de Franse faïence werd voor het latere werk faience gebruikelijk. Internationaal is het gebruik van de benamingen maiolica en faience afhankelijk van het taalgebied en grotendeels overlappend.
Dergelijk aardewerk werd na eenmaal in de oven gebakken te zijn bedekt met een ondoorzichtige laag witte tinglazuur, waarop de decoratie werd aangebracht. Vervolgens werd het bedekt met een doorzichtige laag loodglazuur, en nogmaals gebakken. Opvallend onder het grote aantal faiencefabrikanten in de 17e en 18e eeuw waren Delft en de Provence (Moustiers, Marseille, Toulon).
Rond het midden van de 18e eeuw werd het proces van de derde bakgang geïntroduceerd. Na de traditionele twee bakgangen werd het oppervlak beschilderd met kleuren die bij hoge temperaturen zouden zijn afgebroken, en voor een derde keer bij een lagere temperatuur gebakken. Zo werden nieuwe levendige kleuren geïntroduceerd, met name rood en verschillende roze tinten verkregen uit goudchloride.

### Steengoed
Hoewel het zoutglazuur (waarbij keukenzout in de oven werd gegooid) op steengoed al in 1429 in Siegburg verscheen, overheerste nog lang de stook bij lagere temperatuur. Dit was omdat de kleien die geschikt zijn voor de hoge steengoedbrand pas rond de 50ste breedtegraad voorkomen, en de tradities uit het Nabije Oosten, dat alleen kleisoorten met een lage temperatuurbestendigheid heeft. Loodglazuur was hiervoor perfect. De eerste prominente persoonlijkheden waren Bernard Palissy in Frankrijk, Paul Preuning in Neurenberg en Cipriano Piccolpasso in Casteldurante, allen in de 16e eeuw.
In de 19e eeuw kwam het steengoed in Europa tot bloei. Dit bestond uit een witbrandende klei met een transparante glazuur over de schildering heen. Het gebruikte loodglazuur laat door zijn hoge breking de kleuren glanzen. De classicistische producten van Wedgwood, die overeenkwamen met de toenmalige smaak, droegen bij tot de verspreiding van het steengoed in Europa.

### Europees porselein

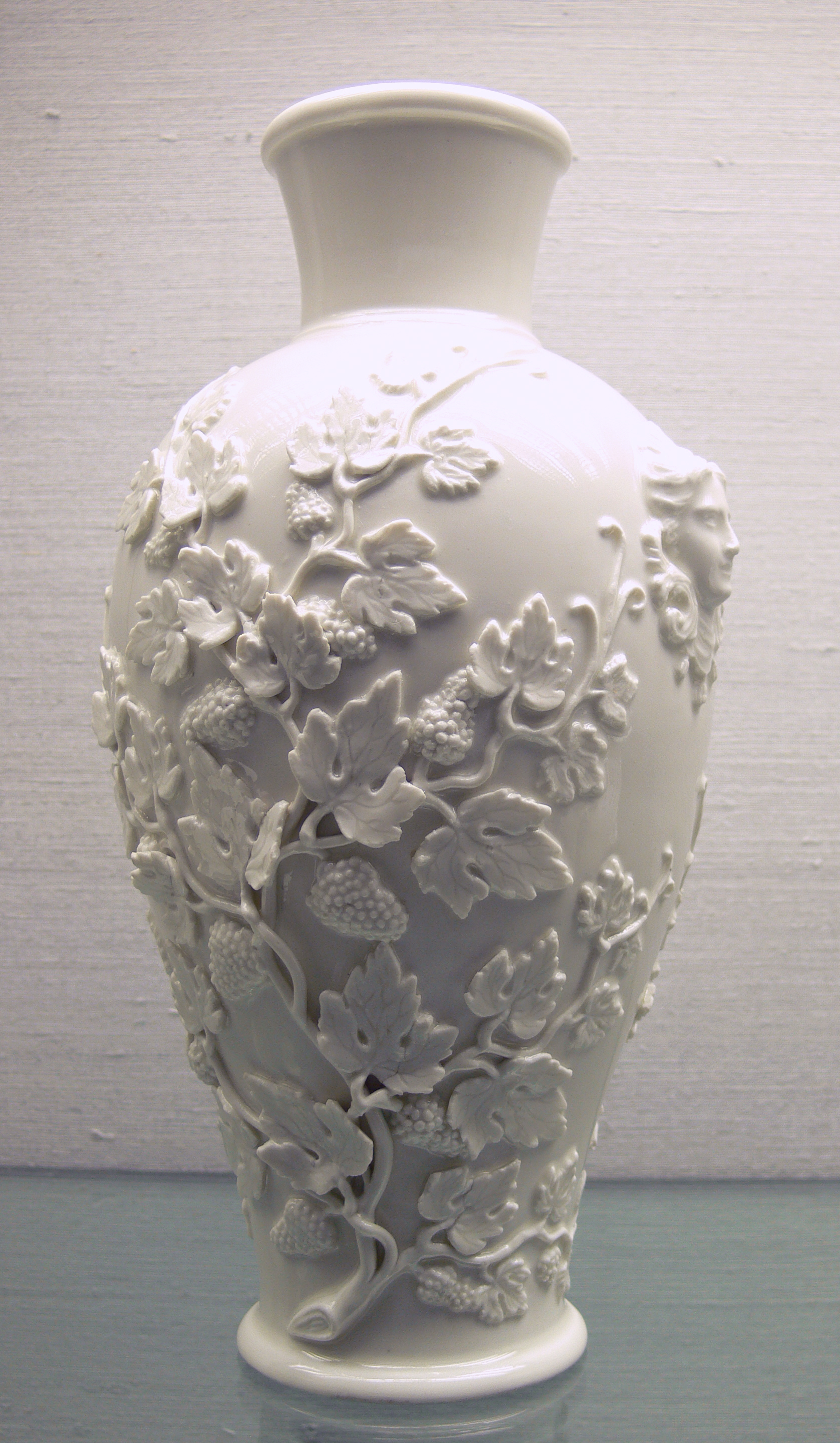
vaas van Böttgerporselein, Meissen, 1713-1720

Sinds de renaissance was Europa gegrepen door een honger naar kennis. Bijna alle Europese heersers hadden in de barokperiode nog een hofalchemist.
In de race om het porselein uit te vinden, hadden de Italianen een grote voorsprong met hun leidende rol in maiolica en glaskunst. De resultaten waren op relatief lage temperatuur gebrand pseudo-porselein (zachtporselein), zoals het Medici-porselein in Florence (rond 1575–1620). Een andere ontwikkeling was het fritporselein, waarvan het productiegeheim in 1752 door de Perzen aan Lodewijk XIV werd verkocht en ook nu nog door onder andere de Manufacture nationale de Sèvres geproduceerd wordt.
Het eerste echte porselein (hardporselein) van Europa werd op 15 januari 1708 door Johann Friedrich Böttger en Ehrenfried Walther von Tschirnhaus in Dresden ontwikkeld. Het arcanum (het alchemistische geheim van de productie) werd streng bewaakt, en verspreidde zich pas in 1720 in Wenen, 1740 in Höchst, 1743 in Fürstenberg, 1850 in Berlijn en Sint-Petersburg, 1755 in Frankenthal, 1758 in Nymphenburg, 1764 in Wallendorf en 1772 in Sèvres en Kopenhagen.
In Engeland vond Thomas Frye in 1748 een hardporselein uit, en Josiah Wedgwood experimenteerde met het repliceren van agaat. Hij liet de contouren van zijn chinoiserie-schilderingen in Liverpool opdrukken en door thuswerkers inkleuren. Zijn typisch gekleurd, meestal blauw aardewerk met opgelegde reliëfs van klassieke witte figuren, dat hij jasperware noemde, vond hij uit in 1774. Hij maakte van Stoke-on-Trent het centrum van de Engelse keramiekproductie. Hier slaagden Copeland & Garrett in 1844 ook met de productie van bisque-porselein (ook bekend als Parian ware), dat lijkt op Parisch marmer en dat zou zijn uitgevonden door Jean-Jacques Bachelier in de Manufacture de Vincennes in 1753.

## Industrialisatie
Wedgwood was niet alleen de meest succesvolle keramist van het classicisme (hij had John Flaxman, de meester van het Engelse classicisme, sinds 1775 als onwerper in dienst), maar hij installeerde ook een van de eerste stoommachines van James Watt en een draaibank in zijn fabriek. Ook in Berlijn werd na de dood van Frederik II in 1786 een stoommachine geïnstalleerd, en in 1797 werd de eerste ronde dekoven gebouwd. Het persproces werd in 1809 in Sèvres geïntroduceerd en het gietproces in 1816. Het persluchtgietproces volgde in 1912. In 1898 was er het eerste patent voor tunnelovens in Montereau en in 1906 ging de eerste porselein-tunneloven in bedrijf in Altwasser, Silezië. In 1922 ontving R.H. Stanley in de Verenigde Staten een patent voor een vacuümextrusiepers, in 1946 Smith & Johnson in Engeland voor een plaatwalsmachine, en in 1964 werd in Selb een volautomatische gietfabriek geïnstalleerd.

### Herwaardering van het handwerk
Wat handwerk en kunst betreft, probeerden William Morris (1834-1896) en de Arts and Crafts Society, opgericht door Charles-Robert Ashbee (1863-1942) in 1888, en later, in 1907, ook de Deutscher Werkbund, het kunsthandwerk voor de opkomst van de machinalisatie te redden.
De invloeden van het Nabije Oosten, die tot de fayencekunst hadden geleid, bleven op het Europees handwerk bestaan zolang de hoge baktemperaturen nog een zeldzaamheid waren. In 1919 beschouwde Max Laeuger (1864-1952) het Sultanabad-aardewerk uit de 12e tot 14e eeuw, dat hij in 1910 op de tentoonstelling van islamitische kunst in München leerde kennen, nog als model. Met de ontwikkeling van elektrisch verwarmde ovens en de komst van gasstoken nam de wens naar hogere baktemperaturen toe. Hierdoor schakelde het voorbeeld naar het Chinese porselein uit het Song-tijdperk, dat te zien was op de grote China-tentoonstelling in Londen in 1936. Japans aardewerk werd pas in de tweede helft van de 20e eeuw als model gezien, ondersteund door Bernard Leach's "Potters Book", de opkomende reisactiviteit en de groeiende populariteit van raku.  Raku kwam vanaf 1867 in de belangstelling, toen de laatste shogun van de Tokugawa-familie zijn familieschatten tentoonstelde in Parijs.
In 1919 splitste de industriële vormgeving zich af van handwerk in het Bauhaus, opgericht door Walter Gropius (1883-1969).
Met keramisten als Peter Voulkos scheidde zich in de jaren 50 de keramische kunst van het handwerk en elke traditie, en volgde het abstract expressionisme. Het handwerk bleef onder invloed van de Japanse keramiek, dat werd verdedigd door Bernard Leach. In de populaire cultuur verspreidde zich de recreatieve keramiek, dat niet bezig was met financieel succes, maar een sociaal hervormingsevenwicht zocht in de industriële wereld. Ze vond het grotendeels in raku, dat stond voor een natuurverbondenheid met aarde en vuur.

## Ovens
Al in het 4e millennium voor Christus waren er in het Midden-Oosten tweekamerovens waarin de brandstof en het te bakken product werden gescheiden. De ovens waren eerst rechtopstaand, met stijgende vlam.
In China kende men vanaf de Shang-periode (18e eeuw v.Chr.) koepelovens met stookruimte onder de vloer en vuurkanalen in de muren, waarin gebrand werd bij 1050 tot 1150 °C. De liggende oven met schoorsteen verscheen in 100 n.Chr. In Noord-China. Daarin werden de vlammen beter benut, doordat ze door de trek van de schoorsteen door de oven geleid werden. Het harde steengoed verscheen voor het eerst bij deze liggende ovens. In het Song-tijdperk (960–1279) werden de ovens voorzien van een muur tussen de vuur- en de ovenruimte.
Moderne industriële ovens, of het nu gaat om baksteen- of porseleinovens, zijn vaak continu brandende lange tunnelovens met temperatuurregeling. Vóór de temperatuurmeting en -regeling door thermokoppels gebruikelijk werd, werd de temperatuur gemeten aan de hand van de neerslag van de rookgassen, door de kleur van het vuur, vervolgens door monsters te trekken, met optische pyrometers en, sinds 1886, met de door Hermann August Seger (1839-1893) ontwikkelde segerkegels.  die zo waren samengesteld dat ze bij een bepaalde temperatuur inzakten. Vergelijkbare smeltpyrometers zijn de in Engeland ontwikkelde Orton- en Staffordshire-kegels (van Wedgwood) en buller-ringen.
Tot in de moderne tijd lag de gebruikelijke stooktemperatuur in het Westen bij 900 tot 1000 °C, bij de steengoedproducenten met liggende kachels sinds ongeveer 1300 AD bij 1250 °C, een temperatuur die de Chinezen al in de Tang-tijd (618-906) behaalden. Dit was omdat in het Nabije Oosten en Zuid-Europa alle lokale klei al boven 1150 °C versmolt. Pas in noordelijkere delen van Europa is plaatselijk klei te vinden die op hoge temperatuur gebakken kan worden.
Toen Böttger in 1708 te Dresden voor het eerst een hard porselein produceerde, dat hoger werd gebrand dan het zachte pseudo-porselein, deed hij dit in een door hem verbeterde liggende oven.

## Technisch keramiek
In het industriële tijdperk kwam er een einde aan het overwicht van keramiek op basis van klei. Traditioneel keramiek omvat de silicaatkeramische materialen van aardewerk tot porselein, maar ook producten voor technisch gebruik: bakstenen, tegels en bouwcomponenten, silicaten met lage thermische uitzetting (cordieriet en lithiumaluminiumsilicaten) of met een bepaalde poreusheid, steatiet en ten slotte porselein voor elektrotechniek, sanitair en tandheelkunde.
In het gebruik maken ook de vuurvaste materialen ook deel uit van de keramiektraditie. Maar er zijn ook nieuwe materialen zoals keramische vezeltypes voor thermische isolatie, en zirkoniumsilicaten voor het bekleden van smelttanks in de glasindustrie en in de staalgietsector.
Naarmate de technologie zich naar steeds nieuwe gebieden uitbreidde, nam ook de verscheidenheid aan materialen toe die geen silicaten zijn en niet langer overeenkomen met de keramische traditie, maar wel overeenkomen met de definitie ervan. Deze kunnen worden onderverdeeld in vijf groepen: oxidekeramiek, elektro- en magnetokeramiek, niet-oxide keramiek, glaskeramiek en speciaalkeramiek.
- De term oxidekeramiek betreft materialen die meestal uit slechts één oxide bestaan en door sinteren worden geproduceerd: aluminiumoxide wordt gebruikt als slijtvast materiaal in de mechanische en installatiebouw, als een corrosiebestendig materiaal in de chemische industrie, als isolatiemateriaal in de elektrotechniek en elektronica of als hoge temperatuurmateriaal in de warmtetechniek. Berylliumoxide wordt gebruikt in de elektronica-industrie. Magnesiumoxide is een materiaal voor hoge temperaturen en wordt gebruikt als vuurvast materiaal en in de elektrotechniek. Yttriumoxide kan poriënvrij worden gesinterd en is daardoor transparant. Zirkoniumoxide wordt in de textielindustrie gebruikt als draadgeleider, bij de metaalproductie als extrusiematrijs, voor het smelten van bepaalde metalen en voor meetinstrumenten in industriële ovens en motoren. Thoriumoxide speelt een belangrijke rol in de nucleaire technologie. Het is met een smeltpunt van 3.220 °C het hoogst smeltende oxide.
- Elektro- en magnetokeramiek hebben een veelzijdig toepassingsgebied. Deze omvat onder meer bariumtitanaatkeramiek als diëlektrisch materiaal voor condensatoren en als PTC-thermistors voor PTC-weerstanden, loodzirkonaattitanaat als piëzo-elektrisch materiaal voor elektro-optische toepassingen, zinkvaristoren met een spanningsafhankelijke weerstand om apparaten tegen overspanning te beschermen en thermistors op basis van aluminiumoxide / koperoxide voor temperatuurmetingssensoren. Magnetokeramiek omvat zachte en permanente magnetische ferrieten (gemaakt van ijzeroxide met Mn, Ni, Zn, Co, Cu, Mg of met Ba, Sr, Pb) voor bedrade communicatietechnologie of in elektromagnetische omvormers, relais, scheiders, bevestigingssystemen en transportmiddelen.
- Niet-oxide keramiek omvat carbiden, nitriden, boriden, siliciden, sulfiden en fluoriden. De bekendste van de carbiden is siliciumcarbide. Het heeft een hoge hardheid, een goede thermische geleidbaarheid en een goede temperatuurbestendigheid. Koolstofvezels zijn gemaakt van cellulose, polyacrylonitril en andere organische verbindingen met een lange keten en hebben een hoge elasticiteit. Ze worden gebruikt om composietmaterialen te vervaardigen. Van de nitriden heeft het boornitride Borazon de grootste hardheid na diamant.
- Glaskeramiek omvat materialen gemaakt van lithium- en bariumsilicaatglazen. De gesmolten en gekoelde glazen mallen worden blootgesteld aan UV-stralen, waarbij ze kristalliseren. De blootgestelde kristallijne fase wordt opgelost met verdund fluorwaterstofzuur, wat resulteert in maatnauwkeurige doorbraken die roosters en schermen bevatten met tot wel 50.000 gaten per vierkante centimeter. Met dit proces kunnen door opnieuw te sinteren ook Pyroceram-producten worden geproduceerd, die worden gebruikt voor raket-punten, kookgerei, astronomische spiegels en fornuizen. In het Fotoceram-proces kristalliseert het voornamelijk lithiumhoudende glas met titaandioxide als kiemvormingsmiddel door het gevormde glasstuk aan een tweede temperingsproces te onderwerpen. Fijn kristallijne miniatuurcomponenten met de hoogste precisie voor elektronica en elektrotechniek worden hierdoor verkregen.
- Speciaalkeramiek speelt een belangrijke rol in de nucleaire technologie als splijtstof, als bekleding en constructiemateriaal en andere toepassingen. Voor splijtstofelementen wordt de keramische brandstof (uraniumdioxide) gevuld in metalen bekledingsbuizen in de vorm van cilindrische gesinterde lichamen ("pellets"). Het uraniumdioxidepoeder wordt gesinterd bij 1700 °C onder waterstof. Een andere groep speciaalkeramiek bestaat uit keramische coatings op metalen die worden aangebracht door middel van vlamspuiten (met een brandstofgas) of plasmasproeien (in een elektrische boog). De hoge temperaturen in het plasma kunnen oplopen tot 40.000 °C. Oxiden van aluminium, titanium, chroom, zirkonium, maar ook spinellen, carbiden, nitriden, boriden en siliciden worden als coatingmaterialen gebruikt. Aan de andere kant worden suspensies van metaalpoeders in etherische oliën gebruikt om metalen aan keramiek te hechten. Composietmaterialen gemaakt van keramiek en metaal staan bekend als cermets. Ze worden vervaardigd door sinteren of door een poreuze keramiek te infiltreren met een metaalsmelt of door vlamspuiten. Cermets worden gebruikt in hogetemperatuurtechnologie en als contactmaterialen in elektrotechniek. Keramische materialen voor medicijnen worden "biokeramiek" genoemd. Ze zijn onderverdeeld in drie groepen:

1. inerte keramische materialen voor implantaten, vooral aluminiumoxide voor heupgewrichten, pyrolytische koolstof voor hartkleppen,
2. bioactief keramiek voor compatibiliteit met het weefsel. Hiervoor worden silicaatfosfaatglazen gebruikt,
3. opneembaar calciumfosfaatkeramiek.